# 이유식

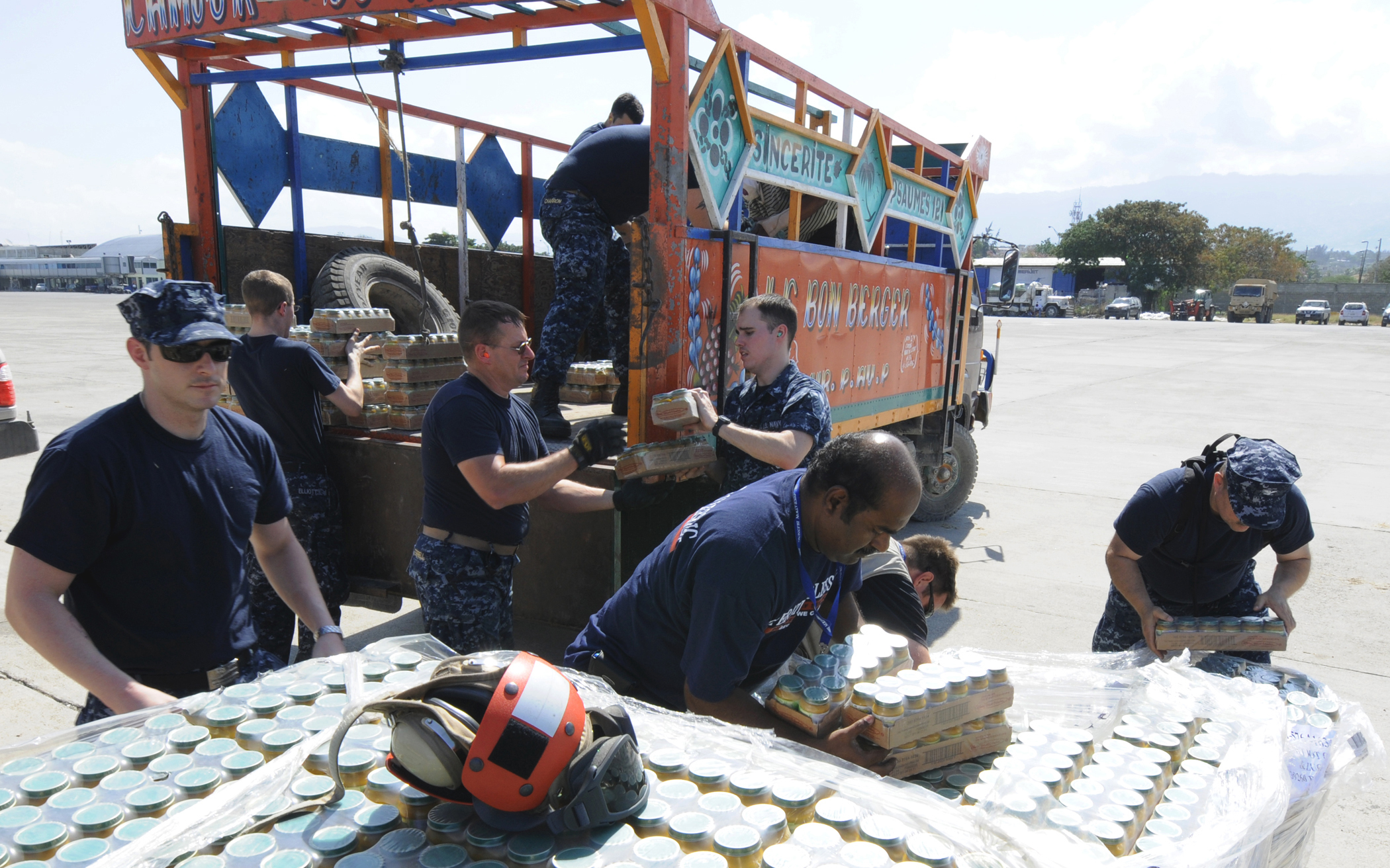
상업적인 이유식은 종종 인도주의적인 구호 물품이다. 유아용 분유의 배달은 모유 수유를 억제할 수 있고 재난 이후 지역 상수도가 오염되어 분유가 안전하지 않을 수 있기 때문에 비판을 받을 수 있다.

이유식(離乳食)은 영유아에 대한 영양의 원천을 모유나 우유만으로는 영양이 부족해지기 쉬운 시기에 젖떼기를 위해 아기에게 먹이는 식품을 말한다. 연령대에 따라서 먹을 수 있는 식품이 다르다. 생후 6개월부터 3세, 길게는 5세까지 아동을 위한 식품을 나누어 분류하는 것을 볼 수 있으며, 치아가 나기 전과 이후, 첫돌 전후로 나누기도 한다. 미음, 죽 형태의 식품이 주를 이룬다. 